# Una memoria prodigiosa: viaggio tra i misteri del cervello umano
Una memoria prodigiosa: viaggio tra i misteri del cervello umano (Malen'kaja knizka o bol'soj pamjati) è un libro di Aleksandr Lurija del 1968. Il libro è stato tradotto anche con il titolo Viaggio nella mente di un uomo che non dimenticava nulla.
Il libro descrive e discute il caso di un giornalista russo, Solomon Šereševskij, noto come Š, con una mnemotecnica che lo portava a una memoria apparentemente illimitata e a problemi di sinestesia. Per trent'anni Lurija continuò a studiare il soggetto pubblicando infine i risultati dei suoi studi nel 1968. Tra le prodezze mentali compiute da Š valgono la pena di essere ricordate: l'aver imparato poesie in italiano pur non conoscendo la lingua; l'aver appreso formule matematiche senza avere dimestichezza con la disciplina; essere stato in grado di ricordare perfettamente liste di migliaia di parole o cifre a caso.
Il procedimento inconscio da lui usato è una tecnica molto simile a quella dei loci sviluppata in epoca romana: lungo la via di Mosca nella quale abitava, via Gork'ij, disponeva ogni parola, cifra, suono o concetto mentale che dovesse ricordare. Il problema era che Š non era in grado di immaginare per astratto e avere concetti platonici, tanto che per lui persino i numeri e gli odori, o i concetti di infinito e niente, avevano un corrispondente empirico nella sua mente.
Il campione del mondo della memoria Joshua Foer parla di questo libro e di Š nel suo libro L'arte di ricordare tutto, edito in Italia da Longanesi nel 2011.

## Edizione italiana
- Aleksandr Romanovič Lurija, Una memoria prodigiosa, Editori Riuniti, 1972.
- Aleksandr Romanovič Lurija, Viaggio nella mente di un uomo che non dimenticava nulla, a cura di Giuseppe Cossu, Armando, Roma, 1979, ISBN 88-7144-256-3.